# María Svólou
María Svólou (en grec moderne : Μαρία Σβώλου), née en 1892 et morte le 3 juin 1976, est une militante féministe et personnalité politique grecque.

## Biographie
María Desýpri naît en 1892 à Athènes de Geórgios Desýpros et de sa femme, dont elle est l'une des quatre filles. Elle a vécu pendant deux ans au Pirée. Dans sa jeunesse, elle déménage avec sa famille à Larissa lorsque son père est nommé directeur d'une succursale de la Banque nationale de Grèce. Elle y étudie à l'école Arsakeion de Larissa, où elle obtient son diplôme vers 1907. Après la mort de son père en 1915, la famille retourne à Athènes. Elle obtient un certificat d'études françaises en 1916 et une licence d'enseignement du français délivrée par les ministères de l'Éducation ecclésiastique et publique en 1919.
María Svólou est active dans le mouvement des femmes en Grèce dès son plus jeune âge. Elle épouse le professeur de droit Aléxandros Svólos, en 1923. En tant que secrétaire de la Ligue des droits de la femme, elle plaide pour la création de cours du soir pour les femmes qui travaillent et lutte contre la prostitution. Elle fait campagne et écrit au nom de l'égalité des femmes en Grèce. Elle a été inspectrice du travail pour le ministère de l'économie et a utilisé son poste pour attirer l'attention sur les mauvaises conditions de travail et de logement des femmes pauvres qui travaillent.
María Svólou s'est engagée dans la politique libérale de 1911 à 1936 et a soutenu le mouvement pour la paix. Elle a été rédactrice du magazine Woman's Struggle et a été exilée de 1936 à 1940 avec son mari par le dictateur Ioánnis Metaxás. Elle était l'une des leaders du mouvement féministe libéral  mais pensait que l'égalité des sexes ne pouvait être atteinte qu'après un changement fondamental de la société.  Elle retourne en Grèce en 1940 et se porte volontaire pour la guerre italo-grecque en tant qu'infirmière. Elle organise ensuite des repas pour les enfants avec la Croix-Rouge pendant l'occupation allemande de la Grèce. Svólou rejoint le mouvement de résistance Armée populaire de libération nationale (EAM-ELAS) et est élue membre du Conseil national, tandis que son mari devient président du Comité politique de libération nationale dirigé par l'EAM. Svólou sympathise avec les communistes et est à nouveau exilée en 1948, pendant la guerre civile grecque. Après son retour, elle se présente au Parlement en tant que membre de l'Union de la gauche démocratique. Elle est élue deux fois et a été membre du comité central du parti.